# Du Parc Locmaria

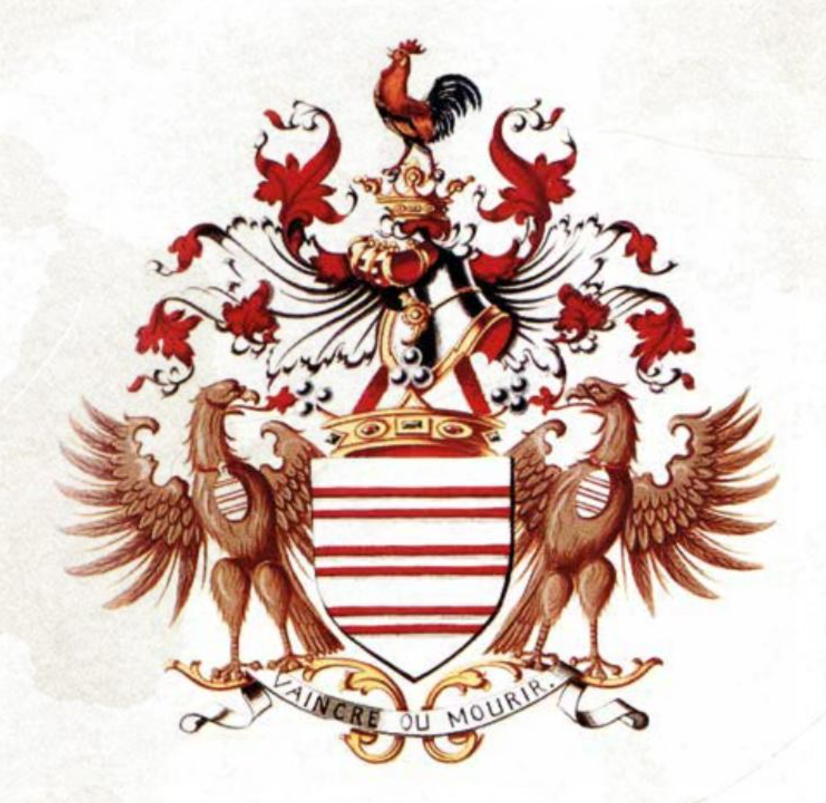
Wapenschild met devies Vaincre ou mourir

Du Parc en Du Parc Locmaria is een Belgische adellijke familie van Franse (Bretoense) origine.

## Geschiedenis
- In 1405 kreeg Tristan du Parc vergunning om zich voortaan Tristan Le Bervet te noemen, naar aanleiding van zijn huwelijk met Claudine Le Bervet, laatste van haar naam.
- In 1613 vergunning gegeven door koning Lodewijk XIII om zich opnieuw du Parc te gaan noemen.
- In 1640 kregen de du Parcs toelating van het Parlement van Parijs om zich voortaan als lid van de adel te kwalificeren.
- In 1671 werd aan dezelfde bevestigd dat ze sinds minstens tien generaties tot de adel behoorden.

## Gustave du Parc
- Pierre Gustave Louis Isidore du Parc (Ieper, 21 september 1823 - Vlamertinge, 1 januari 1892), was een zoon van Charles-Alain du Parc en Mathilde de Ghelcke. In 1844 verwierf hij de Belgische nationaliteit. In 1888 werd hij toegelaten tot de Belgische erfelijke adel met de titel burggraaf, overdraagbaar bij eerstgeboorte. Hij trouwde in 1849 in Maastricht met jonkvrouw Anne van Dopff (1825-1901), dochter van Ferdinand van Dopff en Marie-Thérèse de Matha. Het echtpaar woonde in Huis Eyll of Huis Opveld[1] en kreeg negen kinderen, waaronder:
  - Gustave Maurice Théodore Marie Guillaume du Parc (Heer, 16 mei 1854 - Vlamertinge, 23 september 1952), verkreeg in 1932 de titel markies, overdraagbaar bij eerstgeboorte. Hij trouwde in 1889 in Elsene met Madeleine Siltzer (1867-1951), dochter van John Siltzer en Marie-Jeanne Bosquet. Door vonnissen in 1926 en 1927 werd de familienaam aangevuld met Locmaria.
    - Berthe du Parc Locmaria (1890-1980), trouwde in 1912 in Brussel met graaf Henri de la Barre d'Erquelinnes (1885-1961), burgemeester van Jurbeke, senator en minister van Landbouw. Ze kregen zeven kinderen, met afstammelingen tot heden.
    - Alain du Parc Locmaria (1892-1973), ambassadeur, trouwde in 1924 in Brussel met gravin Elisabeth de Hemricourt de Grunne (1899-1972). Ze kregen drie kinderen, met afstammelingen tot heden.
    - ''Gatien Gabriël Jean Marie du Parc Locmaria (1899-1974), trouwde in 1924 in Brussel met barones Marthe d'Huart (1904-1981). Ze kregen negen kinderen, met afstammelingen tot heden. Hij was gouverneur bij de hertog van Brabant, de latere koning Leopold III van België, ceremoniemeester aan het Hof, kamerheer van de koning en van koningin Astrid.
      - Maurice du Parc Locmaria (1928-1988), trouwde in 1955 in Brussel met barones Christiane de Crombrugghe de Looringhe (1929-2015). Ze kregen drie kinderen, met afstammelingen tot heden.
        - Valentine du Parc Locmaria (1962), trouwde in 1987 met graaf Nicolas Boël, ondernemer en bestuurder, voorzitter van de raad van bestuur van Solvay. Ze kregen vijf kinderen.

  - Hadelin Gustave Jean Marie Joseph du Parc (1864-1946), verkreeg in 1921 de titel burggraaf, overdraagbaar bij eerstgeboorte. Hij promoveerde tot doctor in de rechten en doctor in de politieke en sociale wetenschappen. Hij was ondervoorzitter van de provinciale commissie voor monumenten en landschappen van Oost-Vlaanderen. Hij trouwde in 1894 in Brussel met Marie-Thérèse van de Woestyne (1870-1952), dochter van Théophile van de Woestyne, senator en burgemeester van Herzele. Ze kregen vijf kinderen die bij vonnissen van 1926 en 1927 hun naam mochten wijzigen van du Parc in du Parc Locmaria.
    - Raphaël du Parc Locmaria, (1896-1918), sneuvelde in Diksmuide op 4 maart 1918.
    - Antoine Guillaume du Parc Locmaria (1901-1974), mijningenieur, ambassadeur, protocolchef op het ministerie van Buitenlandse Zaken, schepen van Herzele, trouwde in 1939 in Brussel met gravin Jacqueline de Lannoy (1908-1978). Ze kregen vier kinderen, met afstammelingen tot heden, maar met vooruitzicht van uitdoving in mannelijke lijn.

In Herzele staat het Kasteel Du Parc-Locmaria.